# Мокринский сельский округ
Мо́кринский се́льский о́круг — упразднённая административно-территориальная единица, существовавшая на территории Сасовского района Рязанской области до 2004 г.
Административный центр — село Мокрое.

## История
Законом Рязанской области от 07.10.2004 № 96-ОЗ на территории Мокринского, Каргашинского, Кобяковского и Чубаровского сельских округов было образовано одно муниципальное образование — Каргашинское сельское поселение. Административный центр Мокрое утратил свои полномочия. Управление было перенесено в село Каргашино.

## Административное устройство
В состав Мокринского сельского округа входил 1 населённый пункт — с. Мокрое.